# Olle Johansson
Olle Ingvar Johansson (Borås, 16 settembre 1927 – Göteborg, 9 agosto 1994) è stato un pallanuotista e nuotatore svedese.

## Biografia
Ha partecipato come nuotatore, alle Olimpiadi estive di Londra 1948 e di Helsinki 1952, gareggiando nei 100m sl, nella Staffetta 4 × 200 metri stile libero, mentre come pallanuotista, ai Giochi di Londra 1948.
Ha vinto 2 ori nella Staffetta 4×200 m stile libero e 2 argenti nella pallanuoto, nei Campionati europei di nuoto 1947 e 1950.
Era il fratello dell'anch'esso pallanuotista olimpico Stig Johansson.